# Chrystee Pharris
Chrystee Pharris (* 7. März 1976 in Middletown, Ohio) ist eine US-amerikanische Schauspielerin.
Bekannt ist sie für die Rolle der Kylie aus der Fernsehserie Scrubs – Die Anfänger und für die Rolle der Simone Russell in der Seifenoper Passions, die sie von 1999 bis 2006 in über 700 Folgen spielte.
Seit August 2003 ist sie mit Tron Larkins verheiratet.

## Filmografie
- 1996: Understanding Me (Kurzfilm)
- 1998: Mister Funky – Die Steve-Harvey-Show (The Steve Harvey Show, Fernsehserie, eine Folge)
- 1998: Sister, Sister (Fernsehserie, eine Folge)
- 1998–1999: Moesha (Fernsehserie, zwei Folgen)
- 1999: Kenan & Kel (Fernsehserie, eine Folge)
- 1999: Guilty or Not (Kurzfilm)
- 1999–2006: Passions (Fernsehserie, 785 Folgen)
- 2000: General Hospital (Fernsehserie, vier Folgen)
- 2000: Grown Ups (Fernsehserie, eine Folge)
- 2000: Eine himmlische Familie (7th Heaven, Fernsehserie, eine Folge)
- 2000: Leprechaun in the Hood
- 2004: Buds for Life
- 2004: Eve (Fernsehserie, eine Folge)
- 2005: Scrubs – Die Anfänger (Scrubs, Fernsehserie, fünf Folgen)
- 2005: Cuts (Fernsehserie, eine Folge)
- 2006: Teachers. (Fernsehserie, eine Folge)
- 2006: Paved with Good Intentions
- 2006: Only in Your Dreams (Kurzfilm)
- 2006: All of Us (Fernsehserie, eine Folge)
- 2007: Lord Help Us
- 2007: Lincoln Heights (Fernsehserie, eine Folge)
- 2009: Sideline Confessions (Kurzfilm)
- 2009: Steppin: The Movie
- 2010: My Girlfriend’s Back
- 2012: Faded (Kurzfilm)
- 2012: Chronicle – Wozu bist du fähig? (Chronicle)
- 2012: Castle (Fernsehserie, eine Folge)
- 2013: The Takeover (Kurzfilm)
- 2014: Steps of Faith
- 2014: Satisfaction (Fernsehserie, eine Folge)
- 2015: A Walk in the Woods
- 2015: Born Again Virgin (Fernsehserie, eine Folge)
- 2015: Devious Maids (Fernsehserie, eine Folge)
- 2016: Bad Girl
- 2016: Bad Dad Rehab (Fernsehfilm)
- 2017: Media (Fernsehfilm)
- 2018: Craig Ross Jr.’s Monogamy
- 2018: Atlanta Medical (The Resident, Fernsehserie, zwei Folgen)
- 2018: Pierre Jackson
- 2018: American Soul (Fernsehserie, eine Folge)